# Světová evangelikální aliance
Světová evangelikální aliance (ve zkratce WEA odvozená z anglického označení World Evangelical Alliance) je sdružení evangelikálních hnutí nebo církví. Vznikla roku 1846 v Londýně jako Evangelická aliance a na jejím počátku stál skotský teolog Thomas Chalmers. Časem svého vzniku se organizace řadí mezi první ekumenické uskupení na světě, jež umožňovaly členství organizacím i jednotlivcům. Po druhé světové válce, roku 1951, vzniklo ve Woudschotenu v Nizozemsku uskupení nazvané Světové evangelikální společenství (anglicky World Evangelical Fellowship, ve zkratce WEF), jež po celém světě koordinovalo aktivity jednotlivých evangelikálních skupin či církví a zároveň se snažilo i o položení jejich činností na teologický základ. Věnovalo se též šíření veřejného povědomí o činnostech jejích jednotlivých členů. V roce 2002 se Světové evangelikální společenství přejmenovalo na Světovou evangelikální alianci. Po změně názvu se organizace zaměřuje na zvyšování vzdělanosti svých členů a na posilování práv utlačovaných křesťanských menšin. Pravidelně během ledna navíc pořádá „alianční týden modliteb za jednotu křesťanů“.
V České republice je členem Světové evangelikální aliance uskupení nazvané Česká evangelikální aliance. Ta vznikla roku 1991 pod názvem Česká evangelická aliance, ale roku 2003 si svůj název mírně poupravila do současné podoby.
Když se roku 2020 stal generálním tajemníkem WEA biskup Thomas Schirrmacher ze Spolkové republiky Německo, přišel s iniciativou k dialogu s muslimy. Jeho aktivity byly přejně přijaty.